# Луговий Олександр Михайлович
Олександр Миха́йлович Лугови́й (23 жовтня 1904, місто Вознесенськ — 15 жовтня 1973, місто Вознесенськ, Миколаївська область) — організатор сільського господарства Української РСР, голова колгоспу «Прогрес» Вознесенського району Миколаївської області, Герой Соціалістичної Праці (26.02.1958). Обирався депутатом Верховної Ради СРСР 5-го (1958—1962) скликання, а також делегатом Всесоюзного з'їзду колгоспників.

## Життєпис
Народився 23 жовтня 1904 року в багатодітній селянській родині у Вознесенську, заштатному місті Єлизаветградського повіту Херсонської губернії Російської імперії (тепер — місто обласного значення Миколаївської області). У родині було 8 дітей (5 синів, 3 дочки), батько помер рано і мати одна виховувала дітей. Тому Олександр Луговий, як старший, допомагав матері.
Після закінчення чотирирічної земської школи з «Похвальним листом», вступив до Миколаївського технічного училища (тепер — Національний кораблебудівний університет), з якого, після закінчення першого курсу, вибув, через відсутність коштів на навчання. Потім два роки (з 1921 по 1922 рік) провчився у Вознесенській профтехнічної школі на механічному відділенні.
Трудову діяльність розпочав в 1922 році слюсарем депо залізничної станції Вознесенськ. Потім деякий час їздив кочегаром, помічником машиніста на паровозі, а потім працював мотористом на водокачки (1-я насосна Бузького водопроводу), що належить залізничному відомству. Звідки в 1925 році був призваний до Червоної армії, на дійсну військову службу в 4-й залізничний полк м Овруч, і в 1928 році після трьох років перебування в армії повернувся в село Натягайлівку (нині район м Вознесенська) і відразу ж, зібравши ініціативну групу, організував сільгоспартіль під назвою «Прогрес». З 1929 року працював бухгалтером, членом правління колгоспу і завідувачем галузі овочівництва, одночасно був бригадиром по нафтових двигунах. Надалі його перевели в контору на посаду помічника бухгалтера, звідки він і пішов на війну в 1941 році.
З початком німецько-радянської війни в 1941 році знову призваний до лав Червоної армії. За роки війни пройшов шлях від сержанта до старшого лейтенанта. Був командиром роти, займав посаду помічника начальника штабу по стройовій частині і кадрам 432-го батальйону аеродромного забезпечення 23-го району авіаційного базування, пізніше начальником штабу батальйону аеродромного обслуговування («БАО»). Служив в першій армії Українського фронту.
Член ВКП(б) з 1944 року.
Демобілізувався наприкінці 1946 року. Повернувся у Вознесенськ, де у 1947 році був обраний головою колгоспу «Прогрес», який очолював протягом 23-х років. За короткий час колгосп став передовим в районі і одним з передових колгоспів області.
За особливі заслуги в розвитку сільського господарства, впровадження у виробництво досягнень науки і передового досвіду, досягнуті успіхи в розвитку колгоспного будівництва Указом Президії Верховної Ради СРСР від 26 лютого 1958 йому було присвоєно звання «Героя Соціалістичної Праці», з нагородженням орденом Леніна і Золотою медаллю Героя Соціалістичної Праці. Колгосп «Прогрес» під час його керівництва неодноразово брав участь у Виставках досягнень народного господарства СРСР у Москві.
Помер 15 жовтня 1973 року. Після смерті його ім'ям названа вулиця в місті Вознесенськ.

## Нагороди
Указом Президії Верховної Ради СРСР від 26 лютого 1958 року Луговому Олександру Михайловичу присвоєне звання Героя Соціалістичної Праці з врученням ордена Леніна і золотої медалі «Серп і Молот».
Також нагороджений орденами Червоної Зірки (18.05.1945), «Знак Пошани» і медалями. Нагороджений медалями «За оборону Кавказу», «За визволення Праги», «За взяття Берліна», «За перемогу над Німеччиною у Великій Вітчизняній війні 1941-1945 рр.» та ін.